# Chūō-ku (Kōbe)
Chūō-ku (jap. 中央区, dt. „Bezirk Mitte“) ist ein Stadtbezirk (ku) von Kōbe.

## Geografie
Der Bezirk Chūō-ku wurde 1980 aus den damaligen Bezirken Fukiai-ku und Ikuta-ku gebildet und erstreckt sich vom JR-Bahnhof Kōbe im Südwesten bis kurz vor den Bahnhof Nada im Osten und von der Bucht von Ōsaka im Süden bis zum 469 m hohen Futatabi-san des Rokkō-Bergrückens. Auch die künstlichen Inseln Port Island und Flughafen Kōbe gehören zum Bezirk.
Damit liegen die meisten kulturellen, wirtschaftlichen und touristischen Zentren der Stadt Kōbe in Chūō-ku:
- das Stadtzentrum Sannomiya (三宮),
- das Büro- und Geschäftsviertel Motomachi (元町),
- das ehemalige Ausländer- und Handelsviertel Kyukyoryūchi (旧居留置),
- das alte Hafen- und neue Einkaufsviertel Harborland (ハーバーランド),
- das unter Denkmalschutz gestellte ehemalige Ausländerviertel Kitano-chō (北野町),
- die Chinatown Nankin-machi (南京町) und
- das neueste Stadtentwicklungsprojekt HAT Kōbe.

## Geschichte
Das Fischerdorf Hyōgo im gleichnamigen Nachbarbezirk und Tempelanlagen in der Nähe des Ikuta-Schreins in Chūō bildeten die Anfänge der Stadt Kōbe, die 1868 als Außenhandelshafen gründet wurde.
Das Erdbeben von Kōbe 1995 richtete in Chūō-ku immensen Schaden an. Im Anschluss an das Beben kam es in den unbewohnten und nun verlassenen Straßenzügen um die Vergnügungsmeile Higashimongai vereinzelt zu nächtlichen Plünderungen.
Die Landverbindungen Richtung Osten, also in den Osten der Stadt, nach Ōsaka und Kyōto waren unterbrochen und die Stadt wochenlang quasi in zwei Teile geschnitten, Chūō-ku aus Akashi und von der See her versorgt.

## Verkehr
Der Bezirk verfügt über den Flughafen Kōbe.
Bahnlinien sie die JR West San’yō-Shinkansen mit Halt am Bahnhof Shin-Kōbe, die JR Kōbe-Linie als Streckenabschnitt der Tōkaidō-Hauptlinie, die Hankyū Kōbe-Hauptlinie, die San’yō Denki Tetsudō Hauptlinie, die Kōbe Kōsoku Tetsudō Tōzai-Linie, die Seishin-Yamate-Linie und Kaigan-Linie der U-Bahn Kōbe und die Kōbe Shinkōtsū Port-Island-Linie.
Die Hanshin-Autobahn Nr. 3 durchquert den Bezirk, mehrere bis 7,2 km lange Tunnel unter dem Rokkō in Verbindung mit dem Sanroku-Bypass verbinden Shin-Kōbe mit dem nördlichen und westlichen Umland.

## Sehenswürdigkeiten
- Shintō-Schreine:
  - Ikuta-jinja (生田神社)
  - Minatogawa-jinja (湊川神社)
  - Kitano-Tenman-jinja (北野天満神社)

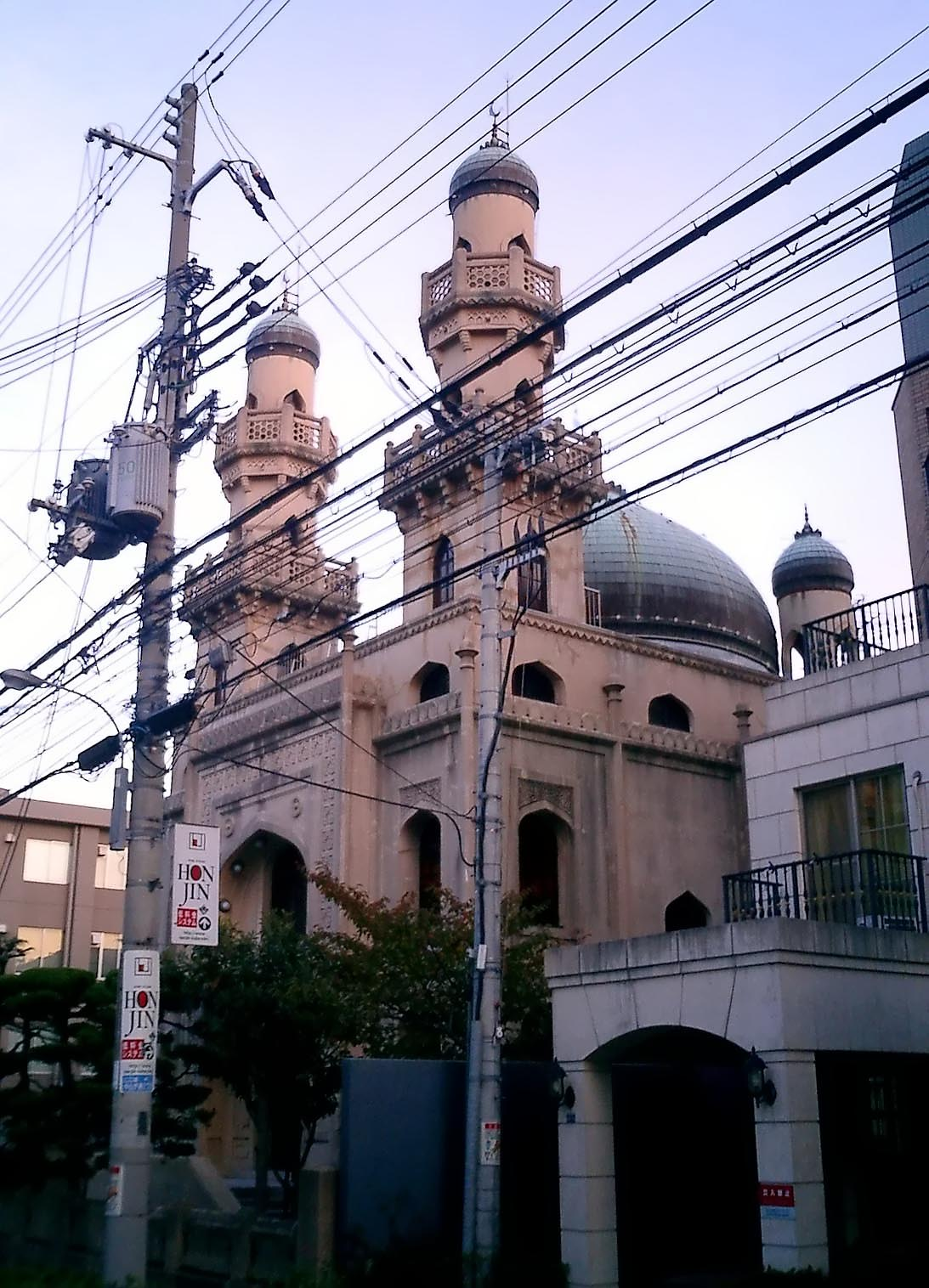
Die Moschee von Kōbe

  - Sannomiya-jinja, Ort des kleineren Kōbe-Vorfalls 1868
  - Kōbe-Ableger des Nishi Hongan-ji, der Hongan-ji-Kōbebetsuin (本願寺神戸別院, auch Modan-ji)
- Tempel:
  - Tairyū-ji (大龍寺) auf dem Futatabi-Berg
  - Tokkō-in (徳光院)
- das „Wetterhahn-Haus“ von 1909 des dt. Händlers Gottfried Thomas und andere Ausländerhäuser (異人館) in Kitano-chō
- Aussichtsetage im 24. Stock des Rathauses von Kōbe
- der Nunobiki-Wasserfall　(布引の滝)
- das Gästehaus mit Ausstellung der Präfektur, Kōbe Kōkan (神戸公館)
- Gartenanlage und Residenz Sōrakuen (相楽園)
- Chinatown Nankin-machi
- das Wahrzeichen und Aussichtsturm Kōbe Port Tower
- Meriken-Park mit dem Maritimen Museum Kōbe
- Hafenrundfahrt ab Harborland, z. B. mit dem Schiff Concerto
- Aussichtspunkt Venus Bridge
- jährliche Kōbe Jazz-Street
- Lichterfest Kōbe Luminarie in der Vorweihnachtszeit vom Hihashi-Kōen (東公園, wörtlich: „Ostpark“) bis Motomachi
- die Galerie der Präfektur Hyōgo, gebaut 2002 von Tadao Andō
- Tagungs- und Messekomplex „Kobe Convention Complex“
- das WHO-Zentrum für Gesundheitsentwicklung
- Untergrundpassagen Sanchika (さんちか)
- Ladenpassage Sannomiya Center-Gai (bis Bahnhof Kōbe)
- Laden- und Unterhaltungskomplex „Mosaic“ in Harborland
- Moschee von Kōbe
- katholische Kirche Kōbe

## Bildung
In Chūō-ku befinden sich die Hochschulen: Präfekturuniversität Hyōgo, Städtische Krankenpflegehochschule Kōbe und Yamate-Universität Kōbe.
Museen sind das Städtische Museum Kōbe von 1935, das Erdbebenmuseum Disaster Reduction and Human Renovation Center, das Städtische Naturwissenschaftsmuseum für Kinder und Jugendliche, das Seishōnenkagakukan mit Planetarium (神戸市立青少年科学館, oft: Kobe Science Museum) und das UCC Kaffee-Museum.